# George Franklin Drew

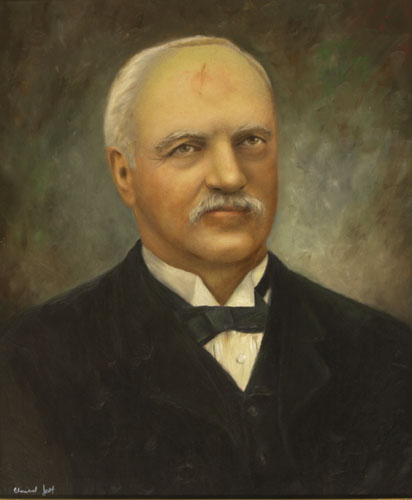
George Franklin Drew

George Franklin Drew (* 6. August 1827 in Alton, Belknap County, New Hampshire; † 26. September 1900 in Jacksonville, Florida) war ein US-amerikanischer Politiker und von 1877 bis 1881 der 12. Gouverneur des Bundesstaates Florida.

## Frühe Jahre und politischer Aufstieg
Im Alter von zwölf Jahren wurde George Drew von seinen Eltern aus finanziellen Gründen von der Schule genommen. Danach musste er auf der elterlichen Farm mitarbeiten. Im Jahr 1847 zog er nach Columbus in Georgia. Dort betrieb er einen Maschinenhandel. Schon bald begann er eine Karriere im Holzgeschäft. Nach dem Bürgerkrieg gründete er in Ellaville in Florida eines der größten Sägewerke des Staates. Er erweiterte sein Holzgeschäft ständig und brachte es schließlich auf elf Sägewerke. Ab 1870 war er in Florida politisch aktiv. Als Mitglied der Demokratischen Partei wurde er Landrat (Commissioner) im Madison County. 1872 bewarb er sich erfolglos um einen Sitz im Repräsentantenhaus von Florida. Für die Gouverneurswahlen des Jahres 1876 wurde er von seiner Partei als Kandidat nominiert.

## Gouverneur von Florida
Nach der erfolgreichen Wahl trat Drew sein neues Amt am 2. Januar 1877 an. Etwa zur gleichen Zeit endete die Reconstruction. Nach dem Abzug des Militärs war Florida wieder ein regulärer Bundesstaat. Gouverneur Drew fuhr einen harten Sparkurs und senkte gleichzeitig die Steuern. Darunter litten besonders das Bildungssystem und die Gefängnisse, deren Budgets gekürzt wurden. Im Jahr 1877 wurde das System der Verleihung von Sträflingen gegen Geld an private Unternehmer in Florida eingeführt. Die Einnahmen wurden dem Staatshaushalt zugeführt. Gleichzeitig versuchte der Gouverneur, die Einwanderung nach Florida zu fördern.
Nach dem Ende seiner Amtszeit am 4. Januar 1881 wandte sich Drew wieder seinem Holzgeschäft zu. Später wurde er Präsident der Handelskammer von Jacksonville. George Drew starb im September 1900. Er war mit Amelia Dickens verheiratet, mit der er vier Kinder hatte.